# Creonte (opera)
Creonte è la prima opera di Dmytro Bortnyansky, composta da due atti (14 e 8 scene) con un libretto di Marco Coltellini, basato sulla tragedia Antigone di Sofocle (441 a.C.).
La prima rappresentazione ebbe luogo nel 1776 al Teatro San Benedetto di Venezia. Dopo la prima, per ragioni sconosciute, la partitura scomparve e fu considerata perduta per quasi 250 anni. La partitura manoscritta è stata scoperta negli archivi della Biblioteca Ajuda (Lisbona, Portogallo). Nel 2023, il manoscritto è stato riportato in Ucraina dalla musicologa ucraina Olga Shumilina.
La prima mondiale dell'opera riscoperta e restaurata, in una produzione in forma di concerto, si è svolta l'11 novembre 2024 presso l'Accademia Diplomatica dell'Ucraina, diretta dall'Artista per la Pace dell’UNESCO Herman Makarenko.

## Trama e composizione

### Contesto
L'opera è ambientata nei leggendari tempi antichi nella città di Tebe. Si basa sul celebre mito del re Edipo, dei suoi figli Eteocle e Polinice, e delle sue figlie Antigone e Ismene. Dopo il suicidio di Giocasta e l'esilio di Edipo, il trono resta senza un sovrano, dando inizio a una lotta tra i suoi figli.

### Atto Primo
Eteocle e Polinice combattono per il potere e si uccidono a vicenda in un duello. I cittadini di Tebe scelgono Creonte come sovrano, e lui ascende al trono. Il re appena eletto ordina la sepoltura di Eteocle con onori, mentre il corpo di Polinice viene lasciato senza sepoltura. Antigone, sfidando l'ordine, seppellisce segretamente suo fratello e viene condannata a essere murata viva in una caverna. Il figlio di Creonte, Emone, che è innamorato di Antigone, cerca di salvarla ma viene sospettato di tradimento e anche lui viene condannato a morte.

### Atto Secondo
Antigone è murata nella caverna, e Emone si introduce di nascosto per condividere il suo destino. La gente, indignata dalla crudeltà di Creonte, si solleva e proclama Antigone regina. Lei viene liberata e Antigone assicura di perdonare Creonte. L'opera si conclude con la speranza di poter ripristinare la pace a Tebe.
Creonte fu scritta nel genere dell'opera seria italiana. Fedele alla tradizione nata agli albori del genere operistico (Camerata Fiorentina, fine del XVI secolo), il libretto stampato del 1776 definisce Creonte come dramma per musica. Composta da due atti (14 e 8 scene), l'opera segue un formato strutturato con arie solistiche, duetti, recitativi, cori e brani strumentali. Inizialmente, il libretto era suddiviso in tre atti, ma Bortnyansky unì il primo e il secondo atto. Per bilanciare questa sproporzione, l'esecuzione includeva due divertissements coreografici eseguiti e curati da Giuseppe Canciani, come indicato nel libretto stampato.
La musica di Creonte combina le tradizioni del bel canto italiano con lo stile individuale di Bortnyansky. Si allinea allo stile operistico di Mozart, richiamando opere come Mitridate (1770) e Idomeneo (1780), suggerendo un'influenza comune delle tradizioni operistiche italiane sullo sviluppo di entrambi i compositori. L'opera presenta una struttura numerata e recitativi secchi, che indicano un collegamento con l'opera barocca, ma non include le arie con da capo tipiche del Barocco. Un passo innovativo nella prima opera di Bortnyansky fu il tentativo del compositore di esprimere lo sviluppo psicologico dei personaggi principali attraverso la musica.

## La storia della creazione

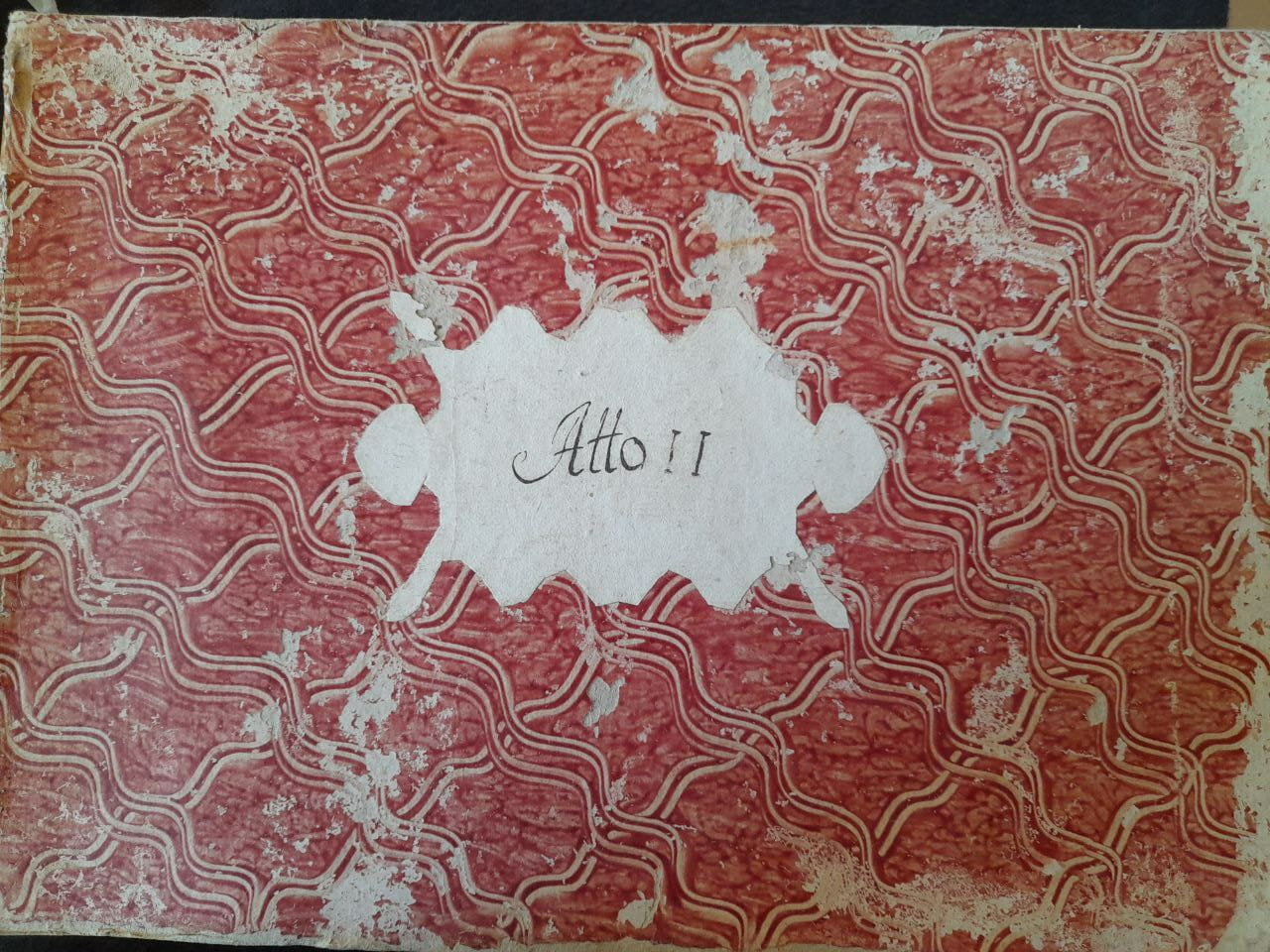
Frontespizio del II Atto della partitura manoscritta dell'opera Creonte

Un contributo eccezionale al lascito creativo di Dmytro Bortnyansky sono state le sue opere. Il compositore ha creato sei opere, le prime tre delle quali, nel genere dell'opera seria, le ha composte in Italia. Dmytro Bortnyansky compose la sua prima opera, Creonte, all'età di 25 anni in Italia. Essa fu il risultato degli studi del compositore ucraino con il famoso maestro italiano Baldassare Galuppi (1706–1785). L'opera venne presentata in prima assoluta nel 1776 al Teatro San Benedetto di Venezia.
Il ricercatore svizzero Rudolf Mooser scoprì un libretto stampato pubblicato a Venezia durante una rappresentazione. Mooser scoprì che il libretto di Creonte rappresenta una versione adattata del libretto dell'opera Antigone del compositore italiano Tommaso Traetta, basata sulla tragedia omonima di Sofocle. Il testo fu scritto dal poeta italiano Marco Coltellini. L'opera Antigone di Traetta rifletteva l'approccio riformista del compositore al genere operistico. Coltellini e Traetta lavorarono alla corte imperiale di San Pietroburgo, dove l'opera Antigone debuttò nel 1772. Successivamente, nel 1773, venne rappresentata in Italia, dove Bortnyansky probabilmente ebbe l'opportunità di ascoltarla, ispirandolo a creare la sua versione della storia. Confrontando il libretto di Antigone con quello di Creonte, Mooser scoprì che Bortnyansky semplificò il testo, riducendolo da tre atti a due e cambiandone il titolo. Tuttavia, a differenza dell'originale, l'opera di Bortnyansky ha un lieto fine.

## Storia delle rappresentazioni

### Prima rappresentazione
La prima rappresentazione di Creonte ebbe luogo il 26 novembre 1776 al Teatro San Benedetto di Venezia. L’opera rimase in cartellone per l’intera stagione teatrale 1776–1777. Fu ben accolta dal pubblico italiano dell’epoca, noto per i suoi elevati standard e la profonda conoscenza musicale. Erano previsti piani per mettere in scena l’opera in altri paesi europei, ma, per ragioni sconosciute, la partitura scomparve. Per quasi 250 anni, la prima opera di Dmytro Bortnyansky fu considerata perduta.

### Riscoperta e Restauro

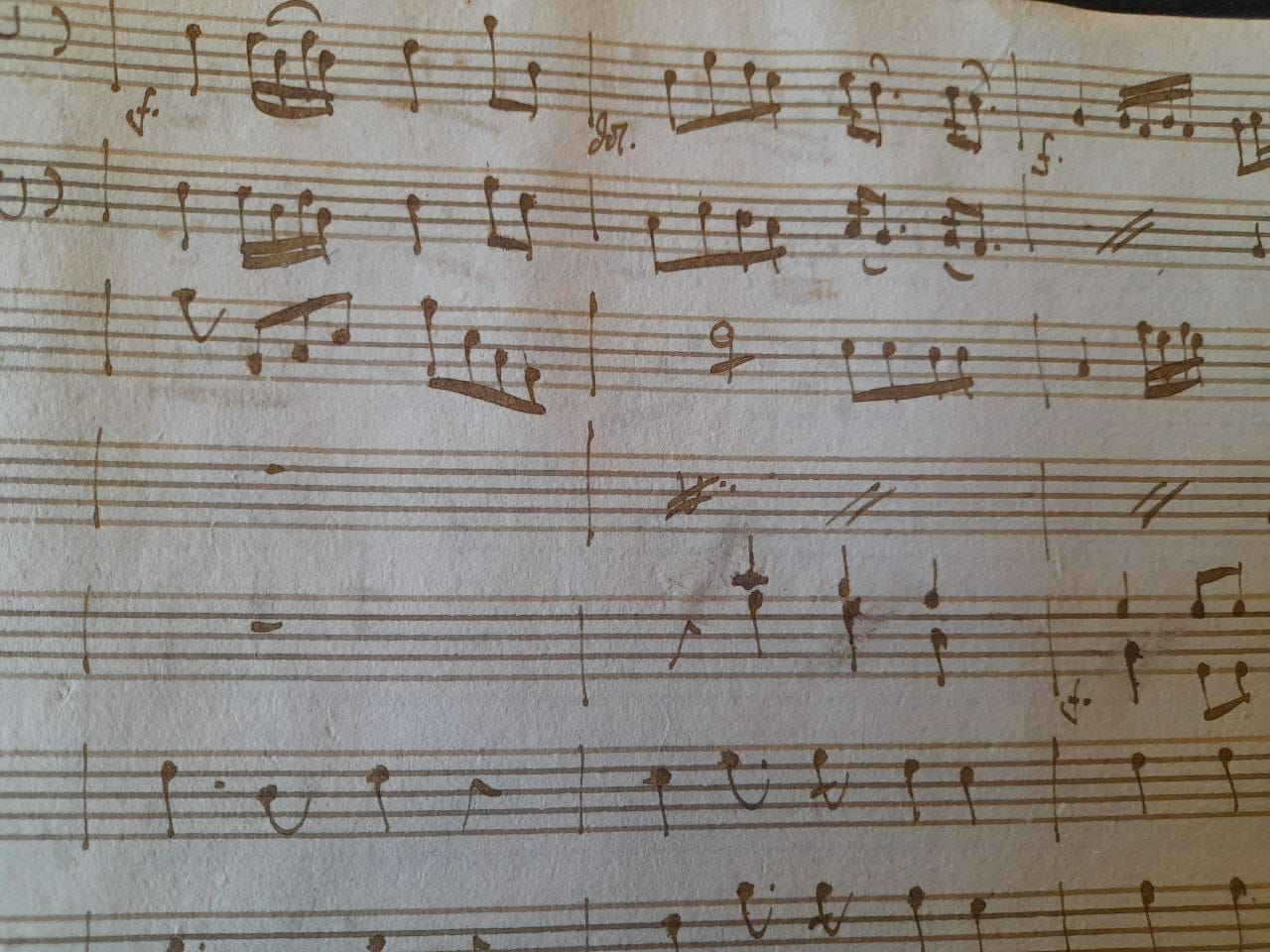
Frammento di una pagina della partitura manoscritta dell'opera Creonte

La ricerca della partitura manoscritta dell'opera Creonte ha condotto i ricercatori in Portogallo. L'opera è stata trovata nella Biblioteca Ajuda, una ex sezione della Biblioteca Nazionale del Portogallo, ora istituzione indipendente che conserva le collezioni musicali della corte reale portoghese. I registri mostrano che l'opera di Bortnyansky era già elencata nella collezione reale di opere nel 1803 ed è menzionata nel catalogo stampato delle collezioni manoscritte della Biblioteca Nazionale del Portogallo del 1958.
La partitura dell'opera è conservata in due libri manoscritti, con ciascun atto in un volume separato, per un totale di 270 fogli o 540 pagine. Nel 2023, copie della partitura manoscritta di Creonte sono state portate in Ucraina per la ricerca e per future rappresentazioni dalla musicologa ucraina, professoressa del Dipartimento di Teoria Musicale presso l'Accademia Nazionale di Musica di Leopoli intitolata a Mykola Lysenko, Dott.ssa Olga Shumilina.
Le 540 pagine del manoscritto riscoperto di Dmytro Bortnyansky sono state attentamente studiate, digitalizzate e adattate per le rappresentazioni moderne. Maksym Strikha ha curato la traduzione in ucraino per le esecuzioni contemporanee.

## Prima mondiale patrocinata dall'UNESCO
L'11 novembre 2024, l'opera Creonte ha ricevuto una seconda vita, tornando in scena grazie al sostegno dell'UNESCO e tornando al mondo durante la sua prima mondiale in forma di concerto. L'evento si è tenuto a Kiev presso l'Accademia Diplomatica dell'Ucraina, parte del Ministero degli Affari Esteri dell'Ucraina, sotto il patrocinio dell'UNESCO, di Europa Nostra e della Commissione Nazionale dell'Ucraina per l'UNESCO. Il progetto è stato diretto e condotto dall'Artista per la Pace dell’UNESCO Herman Makarenko, a capo del progetto "Riportare in vita la prima opera al mondo di Dmytro Bortnyansky, Creonte".
Il primo interprete del ruolo di Creonte è stato Serhiy Bortnyk, il ruolo di Antigone è stato interpretato da Olga Fomichova, il ruolo di Emone da Danylo Kotok, il ruolo di Adrasto da Stanislav Pashchuk, e il ruolo di Ismene da Margarita Bilokiz, con la partecipazione della Cappella Accademica Onorata Nazionale dell'Ucraina "Dumka" e dell'Orchestra Presidenziale Nazionale (parte del clavicembalo eseguita da Olga Shadrina-Lychak), diretti e coordinati da Herman Makarenko.

## Personaggi
| Ruolo                                        | Voce             | Cast della Prima, 26 novembre 1776 Direttore d'orchestra: Dmytro Bortnyansky | Interpreti della prima mondiale, 11 novembre 2024 Direttore d'orchestra: Herman Makarenko |
| -------------------------------------------- | ---------------- | ---------------------------------------------------------------------------- | ----------------------------------------------------------------------------------------- |
| Creonte, Re di Tebe                          | tenore           | Giacomo Panati                                                               | Serhiy Bortnyk                                                                            |
| Antigone, Nipote di Creonte, figlia di Edipo | soprano          | Agata Carrara                                                                | Olga Fomichova                                                                            |
| Emone, Figlio di Creonte                     | soprano maschile | Sebastiano Folicaldi                                                         | Danylo Kotok                                                                              |
| Ismene, Sorella di Antigone, figlia di Edipo | soprano          | Rosa Zanetti                                                                 | Margarita Bilokiz                                                                         |
| Adraste, Nobile tebano                       | soprano maschile | Pietro Muschietti                                                            | Stanislav Pashchuk                                                                        |
| Eteocle e Polinice, figli di Edipo           | ruoli non canori |                                                                              |                                                                                           |
| Sacerdoti, Guerrieri                         | ruoli non canori |                                                                              |                                                                                           |
| Cittadini di Tebe                            | coro             |                                                                              |                                                                                           |
| Coreografia - balletto                       |                  | Giuseppe Canciani                                                            |                                                                                           |
| Costumista                                   |                  | Antonio Dian                                                                 |                                                                                           |
| Scenografi                                   |                  | Mauri (sorelle)                                                              |                                                                                           |

## Fonti
- Yefymenko, Adelina. "Wolfgang Amadeus Mozart e Dmytro Bortnyansky: Paralleli artistico-estetici e stilistici." Atti della Società Scientifica Shevchenko. Volume CCXLVII: Opere della Commissione Musicologica. Lviv, 2004. Pp. 185–197.
- Kiyanovska, Lyubov. "Mozart e Bortnyansky: Un tentativo di comparazione tipologica." Wolfgang Amadeus Mozart: Una visione dal XXI secolo. Collezioni scientifiche dell'Accademia di Musica Statale di Lviv intitolata a M. V. Lysenko. Lviv, 2006. Numero 13. Pp. 81–86.
- Kuzma, Marika. "Conosciamo il vero Bortnyansky?" Bollettino scientifico dell'Accademia Nazionale di Musica P. I. Tchaikovsky. Numero 6: Musicae Ars et Scientia: Un libro in onore del 70° anniversario di N. O. Herasymova-Persidska. Kyiv, 1999. Pp. 89–99.
- Lisetsky, Stepan. "Opere liriche di D. Bortnyansky." Lisetsky, S. Articoli scientifici. Recensioni. Materiali educativi e metodologici. Kyiv, 2009. Pp. 72–84.
- Novakovich, Myroslava. "Dmytro Bortnyansky come la 'Tradizione inventata' della cultura musicale galiziana del XIX secolo." Collezioni scientifiche dell'Accademia Nazionale di Musica di Lviv intitolata a M. Lysenko. Lviv, 2017. Numero 41. Pp. 19–31.
- Yudkin-Ripun, Ihor. "Bortnyansky come rappresentante dello stile di transizione." Bollettino scientifico dell'Accademia Nazionale di Musica P. I. Tchaikovsky. Numero 24: Musica antica: Una visione contemporanea. Libro 1. Kyiv, 2003. Pp. 76–86.
- Kuzma, Marika. "Bortnyansky, Dmytro Stepanovych." The New Grove Dictionary of Music and Musicians / a cura di S. Sadie. 2ª ed. Londra, 2001. Vol. 4. Pp. 43–45.